# Fatou Bensouda
Fatou Bensouda (Banjul, 31 gennaio 1961) è una giurista gambiana, Procuratore capo della Corte penale internazionale dal 15 giugno 2012 al 15 giugno 2021.

## Biografia
Fatou Bensouda, è sposata e ha tre figli. Suo marito è un uomo d'affari.